# Zhou Chengzhou
Zhou Chengzhou (Chinees: 周承舟) (Changde, 28 december 1982) is een Chinese filmregisseur en fotograaf.
Hij heeft langdurig aandacht besteed aan vraagstukken met betrekking tot het mentale en spirituele welzijn van individuen en heeft zijn onderzoek en professionele activiteiten gericht op dergelijke ziekten. De artistieke theorie van Zhou Chengzhou draait ook om de concepten van industrie, verstedelijking en marginalisatie. Als kunstenaar, filmmaker en schrijver verbeeldt Zhou vervreemding - zowel tussen mensen en plaatsen als binnen een bredere, gehomogeniseerde cultuur.

## Vroege leven
Zhou Chengzhou is geboren in december 1982 in de stad Changde in de provincie Hunan.
Toen Zhou 7 jaar oud was, leerde zijn vader hem hoe hij een filmcamera moest gebruiken en scherpere foto's kon maken, wat het begin was van zijn passie voor fotografie. In die tijd deed hij het alleen voor de lol en had hij geen plannen om van fotografie zijn beroep te maken.
Na het behalen van zijn diploma Chinese taal- en letterkunde aan de Universiteit van Peking in 2005, wijdde hij een aantal jaren aan de ontwikkeling van schoenen. Het was echter gedurende deze periode dat zijn liefde voor fotografie weer werd aangewakkerd toen hij meer dan 200.000 foto's van de schoenen maakte om ze online te promoten. Dit heeft zijn fotografische vaardigheden verbeterd.
In 2015 verschoof hij zijn aandacht meer naar fotografie, waarbij hij zijn vaardigheden aanscherpte door middel van diverse ervaringen, waaronder een periode op de set van een tv-programma en het fotograferen tijdens de De Paris Fashion Week in 2016. Vervolgens werd hij officieel fotograaf en begon hij aan een carrière achter de camera, waarbij hij foto's maakte van immense technische projecten en de infrastructuur van hogesnelheidstreinen met behulp van drones. Naarmate zijn ervaring groeide, streefde hij ernaar om zich los te maken van traditionele concepten binnen de fotografie en zijn eigen stijl te ontwikkelen.

## Biografie
Hij legt voornamelijk de nadruk op het produceren en bestuderen van werk dat verband houdt met spiritueel bewustzijn. Zijn werk benadrukt de kloof tussen mensen en een bredere, universele cultuur, en behandelt tegelijkertijd thema's zoals industrialisatie, verstedelijking en marginalisering.

## Onderscheidingen en onderscheidingen
- De Lensculture Summer open Awards 2022, Winnaar[7][8]
- Silvana S. Foundation Commission Award 2022, shortlist
- De 1x fotoprijzen 2017/18, Winnaar[9]
- Aesthetica Kunstprijs 2019 en 2023, Finalist[10]
- Photofest met National Geographic Award 2019, Winnaar
- Lensculture Kunstfotografieprijs 2018, Finalist[11]
- 5e FAPA Award, finalist[12]

## Filmcarrière
Zijn eerste film, "Sub-onderbewust", werd uitgebracht in 2020 en won de Best Audience Award voor speelfilms op het 13e Festival del Cinema Patologico en won de Jury Award op LA Underground Film Forum. Het werd genomineerd door Adirondack Film Festival, en Jelly Film Festival.

## Filmografie
| Jaar | Titel              | Regisseur | auteur |
| ---- | ------------------ | --------- | ------ |
| 2020 | Onderbewust        | Ja        | Ja     |
| 2021 | Onreflex land      | Ja        | Ja     |
| 2022 | Tijd aanbieder     | Ja        | Ja     |
| 2022 | Tijden paradijs    | Ja        | Ja     |
| 2022 | Baksteen vervoeren | Ja        | Ja     |
| 2023 | Irissen bloeien    | Ja        | Ja     |

LensCulture Exhibition - Tentoonstelling in Somerset House, Photo London 2023
Times paradise - Aesthetica Art Prize 2023 Tentoonstelling in York Art Gallery, 2023
Times paradise - 798 Art Zone, IDEAL GAS, 2023
Waar is het afval gebleven? - Tentoonstelling in Today Art Museum, 2020
Beyond Boundaries - LensCulture-tentoonstelling in Aperture Gallery 2019
Under the Consciousness - Aesthetica Art Prize 2019 Tentoonstelling in York Art Gallery, 2019
A Planet In Balance - Photofest met door National Geographic gesponsorde galerij 2019
Multidimensionale natuur - Pingyao International Photography Festival, 2017

## Publicaties
- VISION MAGAZINE SPRING 2023 No.190 Culture - While Wander, While Play[27]
- Future Now, 2023[28]
- X, 1X, 2018 ISBN 9789-1979-1847-3[29]
- Future Now, 2019[30]
- Vulgar life and elegant chant, Mondriaan in Chinese stijl , P232-233, 2015, ISBN 978-7-115-41109-9[31]